# مقاطعة لوجيانغ
مقاطعة لوجيانغ هي إحدى مقاطعات منطقة آنهوي في الصين.